# Canon (Georgie)
Canon je město v Franklin County, v Georgii, ve Spojených státech amerických. V roce 2011 žilo ve městě 803 obyvatel.

## Demografie
Podle sčítání lidí v roce 2000 žilo ve městě 755 obyvatel, 315 domácností a 221 rodin. V roce 2011 žilo ve městě 386 mužů (48,1%), a 417 žen (51,9%). Průměrný věk obyvatele je 40 let.